# Уланова, Любовь Михайловна
Любовь Михайловна Уланова (27 июля 1917, Золотоноша — 7 сентября 2007, Рига) — советская лётчица, и мировая рекордсменка, Герой Социалистического Труда (1966).

## Биография
Родилась 27 июля 1917 года в городе Золотоноша, окончила среднюю (вечернюю) школы, работала бухгалтером. После окончания школы поступила в лётное училище в Тамбове.
Работала лётчиком в Хабаровске.
Во время Великой Отечественной войны в составе санитарной авиации, базировавшейся в Вильнюсе (1944), вывозила на У-2 раненых в тыл, награждена медалью «За Победу над Германией».
После войны работала в Уральском управлении гражданской авиации в Свердловске. Стала первой в мире женщиной — пилотом турбовинтовых самолетов и первой советской женщиной-командиром турбовинтового лайнера Ил-18.

Л. М. Уланова у самолета Ил-18

Была командиром эскадрильи в Литовском отряде гражданской авиации, заместителем командира отряда Свердловского, затем Уральского управлений гражданской авиации.
27 апреля 1960 года Уланова была проверяющей во время катастрофы самолета Ил-18. Благодаря настойчивости Улановой была выявлена истинная причина катастрофы — конструктивный недостаток, связанный с углами выпуска закрылков и внесены соответствующие изменения в руководство по лётной эксплуатации данного типа самолета.

Надгробие Улановой на Плявниекском кладбище в Риге

С 1962 года работала в Латвийском управлении гражданской авиации пилотом-инструктором, командиром эскадрильи (Ил-18, Ту-134), создала женский экипаж Ил-18, установила ряд мировых рекордов, в том числе рекорд дальности — в октябре 1967 года экипаж под её руководством впервые в истории советской авиации совершил на самолёте Ил-18Д беспосадочный перелёт по маршруту Москва — Магадан расстоянием 6270 км за 10 часов 17 минут.

15 октября 1967 года под её руководством был установлен мировой рекорд дальности полёта для женских экипажей по кратчайшей линии между двумя точками земного шара. Из Симферополя на Сахалин экипаж преодолел расстояние в 7761,95 км за 12 часов 12 минут.
5 июня 1969 года Ил-18 под её руководством установил рекорд высоты — 13 513 метров.
В 1973 году Уланова окончила Ленинградскую академию гражданской авиации.
В 1976—1988 годах работала пилотом-инструктором единственного в СССР комплексного тренажёра самолёта КТС-134Б, располагавшегося в здании учебно-тренировочного отряда (УТО) латвийского управления гражданской авиации (ЛаУГА) в аэропорту «Рига». Дополнительно проводила занятия на тренажере самолета Ту-134Б с курсантами Клуба юных лётчиков имени Ф. А. Цандера, обучая азам полета и руководя полетами на тренажере курсантов клуба во время их тренажерной практики.
Умерла 7 сентября 2007 года в городе Риге (ныне Латвия) в возрасте 90 лет и была похоронена на Плявниекском кладбище.

## Награды
- Медаль «Серп и Молот» (15.08.1966);
- орден Ленина (15.08.1966);
- орден Трудового Красного Знамени (07.03.1960);
- орден «Знак Почёта» (07.01.1953);
- медали.